# 洛泽尔站
洛泽尔站（法語：Gare de Lozère），是法国的一个铁路车站，属于大区快铁B线B4支线。开通于1854年7月29日，位于埃松省帕莱索。属于第四收费区（法語：Zone 4），1977年12月9日大区快铁B线开始使用本站。